# Epitomus annulipes
Epitomus annulipes är en stekelart som först beskrevs av Berthoumieu 1900.  Epitomus annulipes ingår i släktet Epitomus och familjen brokparasitsteklar. Inga underarter finns listade i Catalogue of Life.